# Sergej Starikov
Sergej Viktorovič Starikov (rusky Сергей Викторович Стариков, * 4. prosince 1958 v Čeljabinsku, SSSR) je bývalý ruský hokejový obránce, který odehrál 16 utkání v NHL.

## Reprezentace
Reprezentoval Sovětský svaz. S týmem do 19 let získal zlato na juniorském mistrovství Evropy 1976 v Československu. Za výběr do 20 let absolvoval dvě juniorská mistrovství světa – 1977 v Československu a 1978 v Kanadě (oboje zlato).
V dresu reprezentace debutoval 19. 9. 1978 v Bratislavě na turnaji Pohár Rudého Práva proti domácímu ČSSR (8:2). Třikrát nastoupil na olympijském turnaji – 1980 v Lake Placid (stříbro), 1984 v Sarajevu (zlato) a 1988 v Calgary (zlato). Zúčastnil se také pěti mistrovství světa – 1979 v SSSR (zlato), 1983 v Západním Německu (zlato), 1985 v Československu (bronz), 1986 v SSSR (zlato) a 1987 v Rakousku (stříbro) – a Kanadského poháru 1984 (semifinále).
Naposledy za reprezentaci nastoupil 20. 5. 1988 v Tokiu proti Japonsku v přátelském utkání (13:2). Celkem odehrál za SSSR 186 utkání a vstřelil 13 branek.

## Reprezentační statistiky
| 1976                 | SSSR 19              | ME 19                | 4  | 0 | 0  | 0  | 6  |
| 1977                 | SSSR 20              | MS 20                | 7  | 1 | 2  | 3  | 8  |
| 1978                 | SSSR 20              | MS 20                | 7  | 1 | 5  | 6  | 2  |
| 1979                 | SSSR                 | MS                   | 1  | 0 | 1  | 1  | 2  |
| 1980                 | SSSR                 | OH                   | 7  | 1 | 6  | 7  | 0  |
| 1983                 | SSSR                 | MS                   | 10 | 1 | 4  | 5  | 0  |
| 1984                 | SSSR                 | OH                   | 7  | 1 | 1  | 2  | 2  |
| 1984                 | SSSR                 | KP                   | 6  | 0 | 3  | 3  | 2  |
| 1985                 | SSSR                 | MS                   | 10 | 0 | 4  | 4  | 2  |
| 1986                 | SSSR                 | MS                   | 10 | 0 | 2  | 2  | 0  |
| 1987                 | SSSR                 | MS                   | 10 | 4 | 2  | 6  | 8  |
| 1988                 | SSSR                 | OH                   | 5  | 0 | 2  | 2  | 4  |
| Mistrovství světa 5× | Mistrovství světa 5× | Mistrovství světa 5× | 41 | 5 | 13 | 18 | 12 |
| Olympijské hry 3×    | Olympijské hry 3×    | Olympijské hry 3×    | 19 | 2 | 9  | 11 | 6  |

## Kariéra
Odchovanec klubu Traktor Čeljabinsk debutoval za mateřský klub v nejvyšší sovětské soutěži v sezoně 1976/77. V roce 1979 přestoupil do HC CSKA Moskva, kde strávil deset sezon, přičemž v každé klub slavil mistrovský titul. Celkem v sovětské lize odehrál 510 utkání a nastřílel 58 branek.
V roce 1989 bylo umožněno sovětským hokejistům odejít do zahraničí. Starikova draftoval klub NHL New Jersey Devils. V sezoně 1989/90 za něj odehrál 16 utkání, jinak nastupoval za farmu v AHL – Utica Devils. Za Uticu nastupoval i celou sezonu 1990/91. V letech 1991–1993 působil v San Diego Gulls, klubu IHL, poté ukončil kariéru.

## Klubové statistiky
- Debut v NHL – 5. října 1989 (Philadelphia Flyers – NEW JERSEY DEVILS)
- První bod v NHL – 22. listopadu 1989 (Pittsburgh Penguins – NEW JERSEY DEVILS)

| Sezona     | Klub               | Soutěž     | Základní část | Základní část | Základní část | Základní část | Základní část | Play off | Play off | Play off | Play off | Play off |
| Sezona     | Klub               | Soutěž     | Z             | G             | A             | B             | TM            | Z        | G        | A        | B        | TM       |
| ---------- | ------------------ | ---------- | ------------- | ------------- | ------------- | ------------- | ------------- | -------- | -------- | -------- | -------- | -------- |
| 1976/77    | Traktor Čeljabinsk | SSSR       | 35            | 2             | 4             | 6             | 28            | —        | —        | —        | —        | —        |
| 1977/78    | Traktor Čeljabinsk | SSSR       | 36            | 3             | 5             | 8             | 26            | —        | —        | —        | —        | —        |
| 1978/79    | Traktor Čeljabinsk | SSSR       | 44            | 6             | 8             | 14            | 34            | —        | —        | —        | —        | —        |
| 1979/80    | CSKA Moskva        | SSSR       | 39            | 10            | 8             | 18            | 14            | —        | —        | —        | —        | —        |
| 1980/81    | CSKA Moskva        | SSSR       | 49            | 4             | 8             | 12            | 26            | —        | —        | —        | —        | —        |
| 1981/82    | CSKA Moskva        | SSSR       | 40            | 1             | 4             | 5             | 14            | —        | —        | —        | —        | —        |
| 1982/83    | CSKA Moskva        | SSSR       | 44            | 6             | 14            | 20            | 14            | —        | —        | —        | —        | —        |
| 1983/84    | CSKA Moskva        | SSSR       | 44            | 11            | 7             | 18            | 20            | —        | —        | —        | —        | —        |
| 1984/85    | CSKA Moskva        | SSSR       | 40            | 3             | 10            | 13            | 12            | —        | —        | —        | —        | —        |
| 1985/86    | CSKA Moskva        | SSSR       | 37            | 3             | 2             | 5             | 6             | —        | —        | —        | —        | —        |
| 1986/87    | CSKA Moskva        | SSSR       | 34            | 4             | 2             | 6             | 8             | —        | —        | —        | —        | —        |
| 1987/88    | CSKA Moskva        | SSSR       | 38            | 2             | 11            | 13            | 12            | —        | —        | —        | —        | —        |
| 1988/89    | CSKA Moskva        | SSSR       | 30            | 3             | 3             | 6             | 4             | —        | —        | —        | —        | —        |
| 1989/90    | New Jersey Devils  | NHL        | 16            | 0             | 1             | 1             | 8             | —        | —        | —        | —        | —        |
|            | Utica Devils       | AHL        | 43            | 8             | 11            | 19            | 14            | 4        | 0        | 3        | 3        | 0        |
| 1990/91    | Utica Devils       | AHL        | 51            | 2             | 7             | 9             | 26            | —        | —        | —        | —        | —        |
| 1991/92    | San Diego Gulls    | IHL        | 70            | 7             | 31            | 38            | 42            | 4        | 0        | 0        | 0        | 0        |
| 1992/93    | San Diego Gulls    | IHL        | 42            | 0             | 9             | 9             | 12            | —        | —        | —        | —        | —        |
| Celkem NHL | Celkem NHL         | Celkem NHL | 16            | 0             | 1             | 1             | 8             | —        | —        | —        | —        | —        |

## Trenérská kariéra
Jako asistent trenéra působil u těchto mužstev KHL – Sibir Novosibirsk (2008/09), HC Dynamo Moskva (2009/10) a Barys Astana (2010–2012). V sezoně 2010/11 působil také u reprezentace Kazachstánu.